# Мухамед Асад
Мухамед Асад, право име Леополд Вајс (Лавов, 2. јул 1900 — Мујас, 20. фебруар 1992) је био немачки новинар и пакистански дипломата. Био је један од првих пакистанских амбасадора у Уједињеним нацијама.